# Sembo Almayew
Sembo Almayew (* 24. Januar 2005 in Midakegn, Oromia) ist eine äthiopische Leichtathletin, die sich auf den Hindernislauf spezialisiert hat.

## Sportliche Laufbahn
Erste internationale Erfahrungen sammelte Sembo Almayew im Jahr 2022, als sie beim Meeting de Paris in 9:09,19 min mit neuem U18-Weltrekord den zweiten Platz belegte. Anschließend schied sie bei den Weltmeisterschaften in Eugene mit 9:21,10 min im Vorlauf über 3000 m Hindernis aus und gewann dann bei den U20-Weltmeisterschaften in Cali in 9:30,41 min die Silbermedaille. Im Jahr darauf wurde sie bei der Doha Diamond League in 9:05,83 min Zweite und anschließend siegte sie in 9:00,71 min bei der Golden Gala Pietro Mennea, ehe sie bei der Athletissima in 9:06,82 min Zweite wurde. Im August gelangte sie bei den Weltmeisterschaften in Budapest mit 9:18,25 min im Finale auf Rang 13. 2024 belegte sie bei den Afrikaspielen in Accra in 9:30,19 min den vierten Platz und im August gelangte sie bei den Olympischen Sommerspielen in Paris mit 9:00,83 min im Finale auf Rang fünf. Anschließend siegte sie bei den U20-Weltmeisterschaften in Lima mit neuem Meisterschaftsrekord von 9:12,71 min.

## Persönliche Bestzeiten
- 1500 Meter: 4:11,23 min, 8. Februar 2023 in Mondeville
- 3000 Meter: 8:35,04 min, 4. Februar 2023 in Val-de-Reuil
- 3000 m Hindernis: 9:00,71 min, 2. Juni 2023 in Florenz